# Boulé (Burkina Faso)
Pour les articles homonymes, voir Boulé.
Boulé, également orthographié Boullé, est une commune située dans le département de Barani de la province de Kossi au Burkina Faso.